# Maiensee
Maiensee är en sjö i Österrike.   Den ligger i förbundslandet Tyrolen, i den västra delen av landet, 500 km väster om huvudstaden Wien. Maiensee ligger 1 850 meter över havet.
Trakten runt Maiensee består i huvudsak av gräsmarker. Runt Maiensee är det ganska glesbefolkat, med 27 invånare per kvadratkilometer.